# Motorola Inc.
Motorola Inc. fue una empresa estadounidense especializada en la electrónica y las telecomunicaciones, establecida en Schaumburg, Illinois, en las afueras de Chicago. En 2011, Motorola fue dividida en dos franquicias independientes una de la otra. Motorola Mobility nació como spin-off con el que fuera el brazo de Motorola en materia de teléfonos, mientras que Motorola Solutions se quedó con la parte de equipos como servidores y para redes de telecomunicación después del renombramiento del nombre original. Por eso el sucesor legal directo de Motorola es Motorola Solutions. En agosto de 2011, Motorola Mobility fue adquirida por Google por 12 500 millones de dólares (aproximadamente), quien el 29 de enero de 2014 la vendió a la compañía china Lenovo por 2910 millones de dólares cuando las patentes de Motorola pertenecen a Google.

## Historia

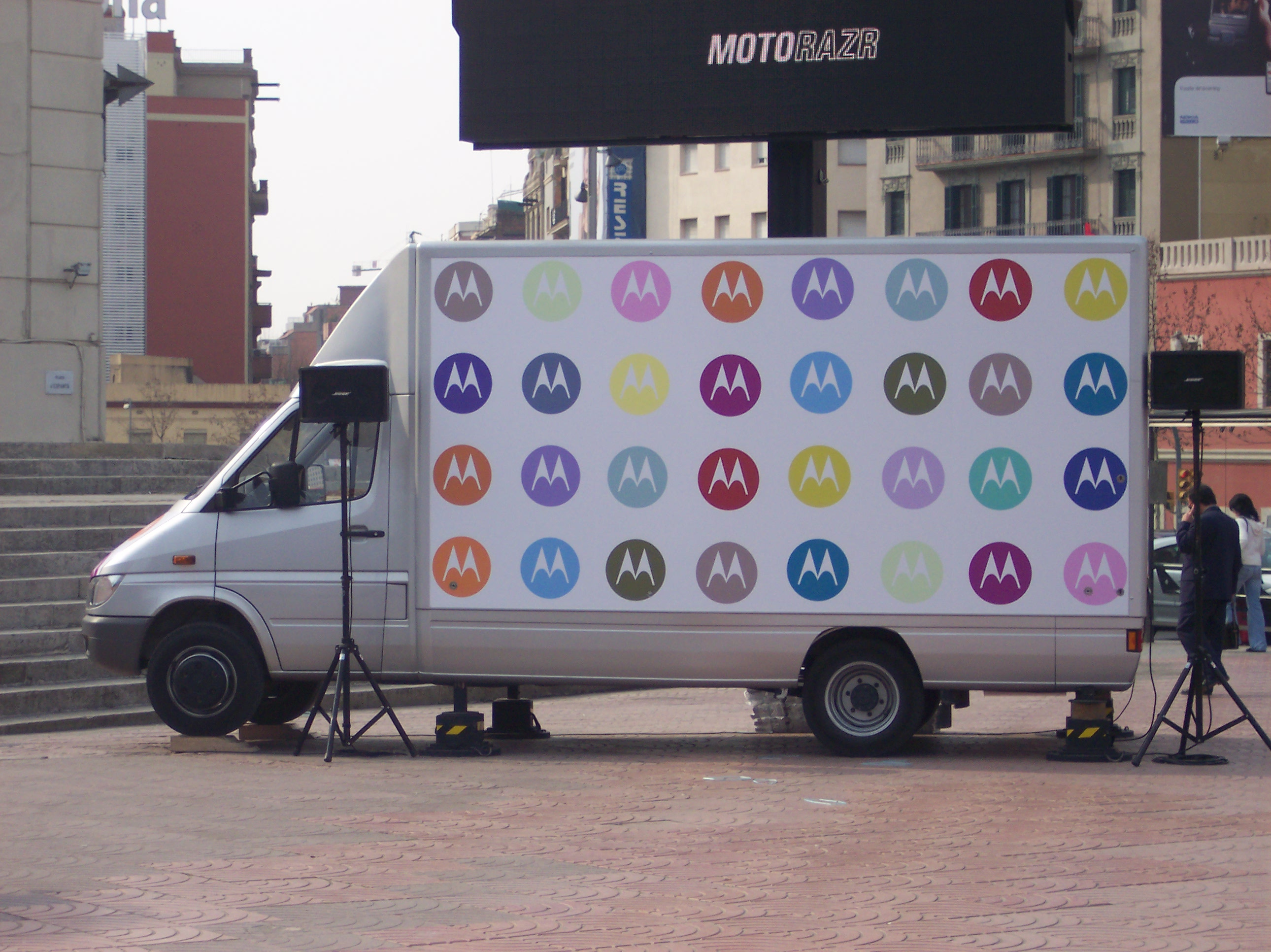
Furgoneta decorada con el logotipo de Motorola.

Fundada en 1928 en Chicago, por Paul Galvin y su hermano Joseph cuando adquieren el negocio del eliminador de baterías, por quiebra de la Stewart Battery Co., y crean la Galvin Manufacturing Corporation con solo cinco empleados y un patrimonio de 565 dólares en efectivo, 750 dólares en herramientas y un diseño para el primer producto de la compañía: un eliminador de batería. Este permite a los radios domésticas de batería operar con la corriente eléctrica ordinaria del hogar. Al hacerse obsoletos las radios operadas por baterías, ocurre lo mismo con el eliminador.
El nombre "Motorola" fue adoptado en 1947, pero ha sido utilizado como marca comercial desde que en 1930 desarrolla la primera radio para automóvil. El fundador la instala en su equipo justo a tiempo para participar en una convención comercial de vendedores de autos. Al no lograr un stand para mostrarla, lo hace en uno de los aparcamientos. Inventa la palabra Motorola, uniendo el término "motor" con el sufijo "ola", para sugerir la idea de sonido en movimiento. Incipientes compañías utilizaron el sufijo "-ola" para comercializar sus fonógrafos, radios y otro equipamiento de audio en la década de 1920, la más famosa de ellas fue "Victrola", la empresa RCA lanzó su "radiola", había otra compañía que lanzó una máquina tocadiscos al mercado llamada Rock-Ola, y un editor de películas llamado Moviola.
Paul Galvin vuelve en 1936 de un viaje por Europa, convencido de la inminencia de un estallido bélico. En 1940, un año después del comienzo de la Segunda Guerra Mundial, Motorola produce la radio Handie-Talkie AM, el primer walkie-talkie, que comenzó a ser utilizado por el ejército de los Estados Unidos, llegando a manufacturar más de 100 000 unidades. Desde entonces una de sus ramas es la electrónica de comunicaciones ligadas a la defensa.
Al final de los años 1960 Motorola comienza a trabajar en el desarrollo de la telefonía móvil. Quince años y 150 millones de dólares después, lanza el Motorola DynaTAC, primer teléfono móvil del mundo. Desde entonces la compañía es, a la par con Nokia uno de los líderes del mercado, pese a los fuertes altibajos sufridos. Además comercializa equipos para la infraestructura de las redes de comunicaciones. Motorola también participó en el lanzamiento de la constelación de satélites Iridium.
El negocio de la compañía también tuvo éxito en la fabricación de tecnología de semiconductores, incluyendo los circuitos integrados utilizados en los ordenadores y los microprocesadores que fueron usados para las familias Atari ST, Commodore Amiga, Apple Macintosh y Power Macintosh (de hecho equipa a la mayoría de rivales del IBM PC y compatibles).
A principios de los años ochenta, Motorola lanzó una agresiva cruzada para mejorar la calidad de sus productos, primero diez veces, y luego cien veces. La compañía se fijó la meta de calidad "seis sigma". Este término de estadística significa: "seis desviaciones estándar respecto de un promedio de desempeño estadístico". Esto quiere decir que Motorola se propuso reducir los defectos de sus productos a menos de 3,4 por millón en cada uno de sus procesos: 99,9997% libres de defectos. "Seis sigma" se convirtió en el grito de guerra de Motorola.
Además, Motorola tiene una diversificada línea de productos en materia de telecomunicaciones que pasa desde los sistemas de satélite, hasta los módems.
El 6 de octubre de 2003, Motorola anunció que escindiría la producción de semiconductores en la creación de una nueva empresa Freescale Semiconductor, Inc. La nueva compañía empezó a cotizar el 16 de julio de 2004 en la Bolsa de Nueva York.
Se produjo un gran recorte de plantilla laboral. Los trabajadores de Motorola han pasado de ser 150 000 a 69 000, aproximadamente.
Motorola ha conseguido ganar parte del mercado que había perdido en materia de telefonía móvil respecto a compañías como Nokia o Samsung con el diseño del Motorola V3 y el famoso Motorola L7. En septiembre de 2005, además, lanzó el primer móvil en incluir el programa de compra de música por internet iTunes de Apple.
En abril de 2006, Motorola vendió su línea de producción de productos para el automóvil a la empresa Continental AG, procediendo con la política de potenciación del sector de la telefonía móvil.
El 4 de enero de 2011, Motorola, Inc. divide sus negocios en dos empresas independientes: Motorola Mobility, Inc. (NYSE: MSI) y Motorola Solutions (NYSE: MSO). La primera continuaría el negocio de dispositivos móviles que incluye teléfonos móviles, teléfonos inteligentes y accesorios, y el negocio de decodificadores, módems y soluciones para el hogar. La segunda se enfocaría en los negocios b2b de la compañía, dedicados a ofrecer soluciones de telecomunicaciones para gobiernos y empresas.
El 15 de agosto de 2011, Google anuncia la compra de Motorola Mobility por 12 500 millones de dólares. Sanjay Jha, CEO de Motorola Mobility, comentó "Esta transacción ofrece un importante valor para los accionistas de Motorola y ofrece convincentes nuevas oportunidades para nuestros empleados, clientes y socios en todo el mundo. Hemos compartido una asociación productiva con Google para avanzar en la plataforma Android, y ahora a través de este acuerdo vamos a ser capaces de hacer aún más para innovar y ofrecer excelentes soluciones de movilidad a través de nuestros dispositivos móviles".
Luego de un intenso proceso de aprobaciones antimonopólicas de los reguladores mundiales, entre ellos Estados Unidos, Europa y China, el buscador confirmó el cierre de la operación en mayo de 2012 y designó a Dennis Woodside como CEO, en reemplazo del ex-chairman Jha.
El 29 de enero de 2014, Lenovo acordó adquirir Motorola Mobility de Google por US$ 2,9 mil millones.

## Finanzas
En el primer trimestre de 2009, tuvo pérdidas de US$190 millones y gastó 1 300 millones de dólares de sus reservas de efectivos pues no pudo recaudar en los mercados de capital.

## Productos
Los productos más conocidos de la compañía incluyen microprocesadores (68000, 88000, PowerPC), cablemódems, módems DSL tanto de cable como inalámbricos, teléfonos móviles y sistemas de conexión a redes de telefonía móvil e inalámbricas como Wimax, Wifi y gadgets como Key Link y smartwatches. Motorola es muy conocida por sus walkie talkies y también participó en el lanzamiento de la constelación de satélites Iridium.
En 2007 Motorola adquirió Symbol Technologies, ampliando su portafolio de soluciones, con productos como lectura de código de barras (escáneres para punto de venta e industrial), cómputo móvil, RFID, software y servicios.
En Norteamérica tuvo fuerte presencia en el mercado de la televisión por cable, donde previo a la venta de este segmento de mercado a Arris proveía desde elementos activos de terreno (amplificadores, receptores ópticos y otros), sistemas de cabeceras y sistema de acceso condicional hasta decodificadores digitales para viviendas.